# EDINET
EDINET（Electronic Disclosure for Investors' NETwork・エディネット）は、金融商品取引法上で開示用電子情報処理組織と呼ばれる、内閣府の使用するホストコンピューター・提出会社の使用するコンピューター・金融商品取引所（及び金融商品取引業協会）のコンピューターを結んだ、同法に基づく開示文書に関する電子情報開示システムである。
本システムは金融庁の所管であり、EDGARをモデルとして構築され、開示文書をウェブサイト上で閲覧できる。
2005年に話題となったライブドア事件（ライブドアによるニッポン放送の買収）に際して、その存在が広く知られるようになった。当時は電子文書で提出されたもののみの開示であり、紙面で提出されたものは閲覧する事が出来なかった。紙面で提出された文書に関しては、各財務局などで閲覧請求するしか方法が無く、投資家が投資動向に関わる重要な情報を入手し難い状態になっていたが、ライブドアや村上ファンドなどの行動により注目を浴びた事から、これらが改められ、紙面で移出された文書に関しても当日中か翌日には閲覧が可能となった。現在では、紙面提出の文書はイメージスキャナなどで電子データ化されPDF形式で閲覧できる。

## 沿革
- 2004年6月1日 大量保有報告書を除く提出文書については、電子文書（HTML）で提出することが義務付けられる。
- 2007年4月1日 大量保有報告書についても紙面での提出はできなくなり、電子文書のみの提出が義務付けられる。
- 2008年3月17日 2008年4月1日以降に開始する事業年度から財務諸表部分に関してXBRLでの提出が義務付けられる[注釈 1]。

## 種別

### 電子開示手続
EDINETの使用を義務付けられたもので、ほとんどの提出文書に適用される。（金融商品取引法第27条の30の3第1項）
2006年の会社法の施行以降では、自社のウェブサイト上の決算公告掲載を取り止めてEDINETへのリンクに変更した会社が多い。

### 任意電子開示手続
EDINETの使用が任意とされるものである。（金融商品取引法第27条の30の3第2項）
特定募集等の有価証券通知書などの限られたものしか無い。

## 開示文書
- 有価証券届出書・訂正有価証券届出書
- 発行登録書・訂正発行登録書
- 発行登録追補書類
- 四半期報告書
- 自己株券買付状況報告書・訂正自己株券買付状況報告書
- 公開買付届出書・訂正公開買付届出書
- 公開買付撤回届出書
- 公開買付報告書・訂正公開買付報告書
- 意見表明報告書・訂正意見表明報告書
- 対質問回答報告書・訂正対質問回答報告書
- 大量保有報告書・訂正大量保有報告書
- 会社定款・株主総会招集通知（事業報告・計算書類等）・株主総会決議通知[注釈 2]

### 作成
実際の文書作成に関しては、HTML形式の場合には、実際には細かいファイル仕様が存在するために専門業者に作成を依頼することになる。日本ではプロネクサス（【旧】亜細亜証券印刷）と宝印刷がシェアを二分している。数%の会社が自社で作成するかそれ以外の事業者に発注している。
自社で細かい仕様を守ったままで当該文書を作成するのはかなりの労力が必要となるので、外注するのが一般的である。

### 提出
文書提出用の専用ウェブサイトからログインし、HTMLファイルをサーバーへアップロードし、EDINET上に登録する。
なお、現在は、ファイルが登録されるのと略同時にPDFファイルがサーバーで生成され、EDINETの閲覧用のウェブサイトでは提出文書をHTMLとPDFの両方で閲覧することができるようになっている。
従前は、電子文書については、サーバー側の提出文書のディレクトリ構成に合わせてクライアント（提出者のコンピューター）内に一旦文書ごとのディレクトリを作成してそこにファイルを配置する必要があり、紙面で提出された文書（過去のものを含む）については、PDFで、電子文書で提出されたものはHTMLでのみ閲覧可能であった。
なお、電子証明書を法務局から入手していれば代表者証明付きで文書を提出することができるものの、任意で選択することとなっている。

## テラメント事件
2008年1月25日に、テラメントが6件の大量保有報告書を関東財務局へ提出した。
大量保有したとされたのはアステラス製薬・ソニー・三菱重工業・トヨタ自動車・フジテレビジョン・日本電信電話であったが、当該報告書の記載は金融商品取引法第27条の29第1項において準用する同法第10条第1項の「重要な事項について虚偽の記載」に該当するものと認められたため、2008年1月27日に関東財務局が同社に対して大量保有報告書の訂正報告書の提出を命ずる行政処分を行った。
しかしながら、訂正大量保有報告書は提出されず、金融商品取引法改正の翌年の2009年5月29日に金融庁が非縦覧化するまでの実に1年4ヶ月の間、大量保有報告書が閲覧できる状態が続いていた。
これまでは、このような事件・事象が無かったことからEDINETでの報告のための事前登録は比較的容易であったが、本事件を機に、一定要件を満たす提出者については登記簿謄本等の提出が義務付けられるようになった。

## 関連機関の動き
東京証券取引所では、2008年7月7日から適時開示書類提出サイトであるTDnetがリニューアルされ、XBRLが導入された。サマリー情報（配当予想・業績予想を含む）・財務諸表本表をXBRLで入手できるようになっている。